# Francesco Pasio
Francesco Pasio (ur. 1554 w Bolonii, zm. 30 sierpnia 1612 w Makau) – włoski jezuita, misjonarz.

## Biografia
Ojciec Pasio urodził się w Bolonii w 1554 roku. Do jezuitów wstąpił w Rzymie 25 października 1572. Przed wyjazdem do Lizbony spotkał się z papieżem Grzegorzem XIII. W Lizbonie w kościele pw. św. Rocha odprawił pierwszą mszę w 1578 roku. Przed wyruszeniem do Indii spotkał się z królem Sebastianem I Avizem. Do Malabaru odpłynął na statku San Gregório 24 marca 1578 roku. W tej samej flotylli, chociaż na innym statku, płynął również ojciec Matteo Ricci. Pasio dotarł do Goa we wrześniu 1578 roku.
Został wybrany prokuratorem prowincji indyjskiej jezuitów. W 1582, z racji na pełniony urząd, dotarł najpierw do Malakki, a następnie do Makau. Na krótko dane mu było rozpocząć pracę misyjną wśród Chińczyków w Zhaoqing, razem z Matteo Riccim.
25 lipca 1583 o. Pasio przybył do Nagasaki. Ewangelizował w Japonii przez następne trzydzieści lat. W latach 1582–1598 władzę w Japonii sprawował właściwie sprzyjający chrześcijanom kampaku Toyotomi Hideyoshi. W 1600 Pasio został wiceprowincjałem w Japonii. Po śmierci wizytatora o. Alessandra Valignano w 1606 roku, o. Pasio został mianowany w 1611 wizytatorem jezuickich misji w Chinach i Japonii. Zmarł w Makau 30 sierpnia 1612 roku.
Zachowało się 8 listów okólnych oraz ponad 80 listów do konkretnych osób i instytucji napisanych przez o. Pasio: 28 z nich po włosku, 18 po hiszpańsku i 46 po portugalsku. Większość z nich znajduje się w archiwum jezuitów w Rzymie.